# Allium melanantherum
Allium melanantherum är en amaryllisväxtart som beskrevs av Pancic. Allium melanantherum ingår i släktet lökar, och familjen amaryllisväxter. IUCN kategoriserar arten globalt som livskraftig. Inga underarter finns listade i Catalogue of Life.